# Памятник Адаму Мицкевичу (Одесса)
Памятник Адаму Мицкевичу в Оде́ссе — бронзовая скульптура, польского поэта и основателя польского романтизма Адама Мицкевича, установленная в начале Александровского проспекта (при пересечении его с улицей Ивана Бунина).

## Жизнь поэта в Одессе
В октябре 1823 года за организацию и участие в подпольных обществах Адам Мицкевич был арестован и после длительного следствия выслан в отдаленные губернии Польши. В ноябре 1824 года прибыл в Санкт-Петербург, откуда попал в Одессу, где работал учителем в Ришельевском лицее, пробыв в Одессе девять месяцев.

## Увековечивание памяти о пребывании в Одессе
Мемориальная доска — свидетельство о пребывании Мицкевича в Одессе — имелась в Одессе и до возведения монумента. Она установлена на здании Ришельевского лицея, и находится на пересечении Дерибасовской и Екатерининской улиц. Тематическая экспозиция, посвященная Адаму Мицкевичу, была создана в Одесском литературном музее.
Авторы памятника — заслуженный скульптор Украины Александр Князик и архитектор Маркоз Мурманов. Установление памятника состоялось 2 августа 2004 года. В торжествах по этому случаю приняли участие делегация из Польши во главе с министром культуры Вальдемаром Домбровским. В состав делегации входили, в частности, директор музея литературы[какого?] Януш Одровонж-Пененжек, а также артисты: Гражина Шаполовская, Ольгерд Лукашевич и режиссёр Ежи Гофман.